# Избор домаћина Европског првенства у фудбалу 2020.
Избор домаћина Европског првенства 2020. је процес у којем је изабрана локација одржавања 16. Европског првенства, које је одржано 2021. али је познато под именом Европско првенство 2020. (енгл. Euro 2020. Процес је званично почео 21. марта 2012. док су кандидатуре подношене крајем 2013. и почетком 2014. Упркос интересовању за организацију од стране Турске, заједничку организацију од стране Шкотске, Републике Ирске и Велса, као и заједничу организацију Азербејџана и Грузије, УЕФА је 6. децембра 2012. објавила да ће првенство бити одржано у више градова широм Европе, у част обиљежавања 60. годишњице од организовања првог Европског првенства.

## Позадина
Европско првенство 2020. било је друго Европско првенство на којем су учествовале 24 репрезентације, након првенства 2016.

## Првобитни процес кандидатура
Првобитно је било предвиђено да се првенство одржи у једној, двије или три државе. Захтјев је био да, случају да више држава буде заједнички поднијело кандидатуру за организацију, те државе би морале да имају заједничку границу. Остала правила су била:
- Првенство могу да организују само 54 чланице УЕФА;
- Заједничка кандидатура двије државе чланице су дозвољене и, у посебним околностима, могу се разматрати и заједничке кандидатуре три државе чланице;
- Услови које стадиони морају да испуне су:
  - 2 стадиона са 50.000 мјеста
  - 3 стадиона са 40.000 мјеста
  - 4 стадиона са 30.000 мјеста

### Распоред
На дан 21. марта 2012. УЕФА је објавила да ће процес кандидатуре започети ако стигне више од једног захтјева до 15. маја 2012. Без упућивања другог захтјева, УЕФА је потврдила да ће домаћин бити објављен 15. маја. На дан 16. маја 2012. УЕФА је објавила да, пошто је примила више од једног захтјева, отвара свој званични процес за избор домаћина и дозвољава свакој од 54 чланице да поднесу кандидатуру, иако су изабрале да не искажу интересовање за организацију прије рока. УЕФА је 30. јуна 2012. објавила временску линију за остатак процедуре.
| Фаза  | Датум                | Напомене                                                                 |
| ----- | -------------------- | ------------------------------------------------------------------------ |
| Прва  | 21. март 2012.       | Објављивање интересовања                                                 |
| Прва  | 15. мај 2012.        | Последњи датум за достављање „писма интересовања“ УЕФА                   |
| Друга | 30. јун 2012.        | УЕФА објављује временску линију за остатак процеса кандидатура           |
| Друга | Јул / децембар 2012. | Дискусија између УЕФА и свих фудбалских савеза                           |
| Друга | 6. децембар 2012.    | Одлука о промјени формата, по којој ће се првенство одржати широм Европе |
| Друга | 28. март 2013.       | Потврда правила и захтјева кандидатуре                                   |
| Друга | Април 2013.          | Објављивање захтјева кандидатуре и отварање фазе кандидатуре             |
| Друга | Септембар 2013.      | Званична потврда о кандидатури од стране фудбалских савеза               |
| Друга | Април / мај 2014.    | Подношење досијеа кандидатуре и почетак фазе процјене                    |
| Друга | Септембар 2014.      | Објављивање градова домаћина од стране извршног комитета УЕФА            |

### Изражавање интересовања за организацију
На прољеће 2012. кандидатуру за организацију првенства поднијела је Турска, а заједничку кандидатуру поднијели су Шкотска, Ирска и Велс, као и Азербејџан и Грузија. Рок за подношење интересовања био је 15. мај 2012. у поноћ, али је УЕФА објавила да ће прихватити и кандидатуре 16. маја.
Фаворит за организацију је била Турска, али је она поднијела кандидатуру за организацију Олимпијских игара 2020. у Истанбулу, а пошто се и Олимпијске игре и Европско првенство одржавају исте године, то је дјеловало као препрека за организацију Европског првенства. Објављено је да је предсједник УЕФА — Мишел Платини, обећао Турској организацију првенства, али је УЕФА то демантовала.
Келтске нације (Шкотска, Република Ирска и Велс), поднијеле су касну кандидатуру, која је настала као резултат мањка интересовања из остатка Европе, осим Турске.
Заједничка кандидатура Азербејџана и Грузије такође је доведена у питање због тежњи Азербејџана да Баку буде домаћин Олимпијских игара 2020. На дан 15. маја 2012. неколико сати након што су Шкотска, Република Ирска и Велс поднијеле заједничку кандидатуру, министар спорта Грузије — Владимир Варџелашвили, објавио је да Грузија намјерава да поднесе кандидатуру за самосталну организацију првенства, али је девет дана касније, Азербејџан обавијестио УЕФА да ће упутити заједничку кандидатуру са Грузијом, након што Баку није ушао у ужи избор за организацију Олимпијских игара 2020.
Неколико других држава је изразило интересовање за организацију првенства, али никад нису поднијели званичну кандидатуру. Међу њима су заједнички приједлог Босне и Херцеговине, Србије и Хрватске, појединачно Белгије, Њемачке и Холандије, као и приједлог Румуније за заједничку кандидатуру са Мађарском или Бугарском.

## Промјена формата
На дан 30. јуна 2012. на конференцији за новинаре дан прије финала Европског првенства 2012. предсједник УЕФА — Мишел Платини, изјавио је да ће се првенство 2020. умјесто да буде одржано у једној држави или у заједничкој организацији више држава, можда одржати у 12 или 13 градова широм Европе. Сличан формат је кориштен за првенства у млађим категоријама за мушкарце и жене. На дан 6. децембра 2012. УЕФА је објавила да ће првенство 2020. бити одржано у више градова у Европи како би се обиљежила 60 годишњица од оснивања првенства. Платини је изјавио да је то била логична одлука у вријеме тешке финансијске ситуације у Европи.

### Распоред процеса
- 28. март 2013: потврда захтјева за кандидатуру[24]
- 26. април 2013: објављивање правила кандидатуре, захтјева за кандидатуру и покретање фазе кандидатура
- 12. септембар 2013: формална потврда градова кандидата од стране фудбалских савеза
- 20. септембар 2013: објављивање градова кандидата од стране извршног комитета УЕФА[25]
- 25. април 2014: подношење досијеа кандидатуре
- 19. септембар 2014: објављивање градова домаћина од стране извршног комитета УЕФА

### Избор стадиона
На дан 25. јануара 2013. извршни комитет УЕФА потврдио је принципе за избор стадиона за организацију првенства:
- Дванаест градова организује по четири утакмице (познато као „стандардни пакет“), које се састоје од три утакмице групне фазе и једне утакмице осмине или четвртфинала. Тринаести град организује полуфинале и финале (познато као „финални пакет“). Сваки град може да користи само по један стадион. Свака држава чланица може да поднесе кандидатуру за оба пакета, са једним или два града, али ће бити изабран само по један град из сваке државе.
- Минималан капацитет стадиона за полуфинале и финале је 70.000, за четвртфинале 60.000, док је за осмину финала и групну фазу минималан капацитет 50.000. мјеста. Дозвољена су два изузетка, за стадионе минималног капацитета од 30.000 за утакмице групне фазе и осмине финала. Сви планирани радови на стадионима морали су да почну до 2016.
- За утакмице групне фазе, максимум двије државе домаћина су могле да буду извучене у истој групи, док је свакој држави домаћина која се квалификовала за завршницу првенства гарантовано да ће играти на свом стадиону двије утакмице у групној фази, али није било гарантовано да ће играти утакмице елиминационе фазе на свом стадиону. Приликом одређивања које ће двије државе бити домаћини у којој групи, водило се рачуна о удаљености између двије државе (лет од једног до другог града домаћина није смио да траје дуже од два сата).
- Свака репрезентација која се квалификовала за првенство могла је да организује свој камп било гдје, без обавезе да буде стационирана у некој од држава домаћина.
- Сваки град домаћин морао је да има минимум два аеродрома или два одвојена терминала на једном аеродрому, како би се раздвојили супарнички навијачи.[28]

У мају 2013. Платини је изјавио да је његов лични приоритет да домаћини буду стадиони који никада нису били домаћини Европског првенства.

### Интересовање за организацију
Рок за подношење пријава за организацију био је 12. септембар 2013. На дан 20. септембра, УЕФА је објавила да су 32 државе поднијеле кандидатуру за организовање првенства. Од 32 државе које су поднијеле кандидатуру, њих 19 није било домаћин завршнице Европског првенства раније (означене су са *), док ни Хрватска ни Србија нису никада били домаћини неког међународног фудбалског такмичења као самосталне државе; градови у Србији и Хрватској били су домаћини финалних утакмица на првенству 1976. као дио Југославије.
Укупно су 32 државе поднијеле кандидатуру за организовање првенства:
| Кандидатуре за организовање стандардног и финалног пакета - Белгија - Брисел – предложени нови национални стадион (са потенцијалним капацитетом до 60.000) - Енглеска - Лондон – Вембли (90.000) - Њемачка - Минхен – Алијанц арена (67.812) - Шпанија - Мадрид – Ванда Метрополитано (20.000, са планираним проширењем капацитета до 70.000) - Барселона – Стадион РЦДЕ (40.500) - Билбао – Сан Мамес (53.332) - Валенсија – Нова Местаља (75.100; у изградњи у току кандидатуре) - Велс* - Кардиф – Миленијум (74.500) Кандидатуре за организовање финалног пакета (полуфинале и финале) - Турска* - Истанбул – Олимпијски стадион Ататурк (76.092) - Украјина - Кијев – Олимпијски стадион (70.050) за полуфинале и финале Кандидатуре за организовање стандардног пакета (групна фаза, осмина и четвртфинале) - Јерменија* - Јереван – Стадион Храздан (54.208) - Азербејџан* - Баку – Олимпијски стадион (68.000; у изградњи у току кандидатуре) - Бјелорусија* - Минск – Стадион Трактор (са планираним проширењем капацитета до 33.000) - Бугарска* - Софија – Стадион Васил Левски (43.230) - Хрватска - Загреб – предложени нови национални стадион (55.000) - Сплит – Стадион Пољуд (са планираним проширењем капацитета до 50.000) - Чешка Република* - Праг – предложени нови национални стадион - Данска* - Копенхаген – Стадион Паркен (38.065) - Финска* - Хелсинки – Олимпијски стадион (37.500) | - Француска - Лион – Парк Олимпик Лион (61.556) - Грчка* - Атина – Олимпијски стадион Спиридон Луис (75.263) - Мађарска* - Будимпешта – Пушкаш арена (предложени нови стадион капацитета 67.889) - Ирска* - Даблин – Стадион Авива (51.700) - Израел* - Јерусалим – Стадион Теди (са планираним проширењем капацитета до 53.000) - Италија - Рим – Стадион Олимпико (72.698) - Милано – Сан Сиро (80.018) - Казахстан* - Астана – Астана арена (30.000) - Македонија* - Скопље – Национална арена Тоше Проески (33.460) - Холандија - Амстердам – Јохан Кројф арена (53.052; са планираним проширењем до 55–56.000) - Пољска - Варшава – Национални стадион у Варшави (58.145) - Хожов – Стадион Силесијан (54.477) - Португалија - Лисабон – Стадион свјетлости (65.647) - Порто – Стадион Драгао (50.399) - Румунија* - Букурешт – Национални стадион у Букурешту (55.600) - Русија* - Санкт Петербург – Стадион Санкт Петербург (69.500) - Scotland* - Глазгов – Хемпден парк (52.063) - Србија - Београд – Стадион Рајко Митић (55.538) или предложени нови национални стадион - Шведска - Солна, Стокхолм – Френдс арена (50.000) - Швајцарска - Базел – Сент Јакоб Парк (38.512) - Украјина - Доњецк – Донбас арена (52.518) |

### Повлачење кандидатуре
Фудбалски савез Финске, повукао је кандидатуру 4. марта 2014. јер стадион није испуњавао услове за организацију утакмица. Фудбалски савез Чешке је такође повукао кандидатуру у марту 2014. јер Влада Чешке није могла да обезбиједи гаранције за изградњу новог стадиона.
Фудбалски савез Италије је повукао кандидатуру Милана, изабравши Олимпико у Риму као јединог кандидата.
Током априла 2014. неколико фудбалских савеза је повукло кандидатуру, прије него што су достављене коначне кандидатуре 25. априла. Кандидатуру су повукле четири државе које су биле домаћин Европског првенства у прошлости: фудбалски савез Швајцарске је повукао кандидатуру Сент Јакоб Парка у Базелу, који је био домаћин првенства 2008, фудбалски савез Пољске је повукао кандидатуру Националног стадиона у Варшави и стадиона Силесијан у Хожов, који су били домаћини првенства 2012. док је фудбалски савез Украјине повукао кандидатуру Донбас арене у Доњецку, која је такође била домаћин првенства 2012; Фудбалски савез Француске је повукао кандидатуру стадиона Парк Олимпик Лион у Лиону, који је био домаћин првенства 2016. Све четири државе су кандидатуру повукле након што су процијенили да су им шансе за добијање организације минималне. Иако су били фаворити да организују финале, Фудбалски савез Турске је повукао кандидатуру Олимпијског стадиона Ататурк са циљем да добију организацију Европског првенства 2024.
Фудбалски савез Португала је повукао кандидатуре Стадиона свјетлости у Лисабону и Стадиона Драгао у Порту због недостатка подршке локалних власти; Фудбалски савез Чешке је повукао кандидатуру планираног новог националног стадиона у Прагу, због недостатка финансијских гаранција градских власти, а Фудбалски савез Хрватске је повукао кандидатуру због финансијских проблема. Кандидатуре су повукли још Фудбалски савез Јерменије, Фудбалски савез Грчке, Фудбалски савез Казахстана и Фудбалски савез Србије.

## Стадиони кандидати
Коначни списак кандидатура објављен је 26. априла 2014. а одлуку о градовима домаћинима донио је извршни комитет УЕФА 19. септембра 2014. Поднесене су двије кандидатуре за финални пакет, од којих је једна била успјешна и 19 кандидатура за стандардни пакет, од којих је првобитно 12 било успјешно, али је Бриселу одузето домаћинство 7. децембра 2017.
| Држава      | Град            | Стадион                                          | Капацитет                                                 | Пакет                                      |
| ----------- | --------------- | ------------------------------------------------ | --------------------------------------------------------- | ------------------------------------------ |
| Азербејџан  | Баку            | Олимпијски стадион                               | 68.700                                                    | Стандардни пакет                           |
| Бјелорусија | Минск           | Стадион Трактор                                  | 16.500 (са планираним проширењем капацитета до 33.000)    | Одбијен стандардни пакет                   |
| Белгија     | Брисел          | Евростадион (предложени нови национални стадион) | 50.000 (потенцијално 60.000)                              | Стандардни пакет (касније отказан)         |
| Бугарска    | Софија          | Стадион Васил Левски                             | 43.000 (са планираним проширењем капацитета до 50.000)    | Одбијен стандардни пакет                   |
| Данска      | Копенхаген      | Стадион Паркен                                   | 38.065                                                    | Стандардни пакет                           |
| Енглеска    | Лондон          | Вембли                                           | 90.000                                                    | Финални пакет (и повучен стандардни пакет) |
| Њемачка     | Минхен          | Алијанц арена                                    | 67.812 (са планираним проширењем капацитета до 75.000)    | Стандардни пакет (и повучен финални пакет) |
| Мађарска    | Будимпешта      | Пушкаш арена                                     | 56.000 (предложен нови стадион капацитета 68.000)         | Стандардни пакет                           |
| Ирска       | Даблин          | Стадион Авива                                    | 51.700                                                    | Стандардни пакет                           |
| Израел      | Јерусалим       | Стадион Теди                                     | 34.000 (са планираним проширењем капацитета до 53.000)    | Одбијен стандардни пакет                   |
| Италија     | Рим             | Стадион Олимпико                                 | 72.698                                                    | Стандардни пакет                           |
| Македонија  | Скопље          | Арена Тоше Проески                               | 33.460                                                    | Одбијен стандардни пакет                   |
| Холандија   | Амстердам       | Јохан Кројф арена                                | 53.052 (са планираним проширењем капацитета до 55–56.000) | Стандардни пакет                           |
| Румунија    | Букурешт        | Национални стадион                               | 55.600                                                    | Стандардни пакет                           |
| Русија      | Санкт Петербург | Стадион Санкт Петербург                          | 69.500 (у изградњи у току кандидатуре)                    | Стандардни пакет                           |
| Шкотска     | Глазгов         | Хемпден парк                                     | 52.063                                                    | Стандардни пакет                           |
| Шпанија     | Билбао          | Сан Мамес                                        | 53.332                                                    | Стандардни пакет                           |
| Шведска     | Солна, Стокхолм | Френдс арена                                     | 50.000                                                    | Елиминисан стандардни пакет                |
| Велс        | Кардиф          | Миленијум                                        | 74.500                                                    | Елиминисан стандардни пакет                |

На дан 10. септембра 2014. УЕФА је објавила процјену извјештаја о 19 кандидатура. Прије гласања 19. септембра 2014, УЕФА је оцијенила да кандидатуре Бјелорусије (Минск), Бугарске (Софија), Македоније (Скопље) и Израела (Јерусалим) не задовољавају све потребне услове и нису учествовали у фази избора.

## Гласање

### Процедура
Процедура за гласање за стадионе домаћине одобрена је 13. маја 2014. од стране извршног комитета УЕФА и састојала се од четири фазе:
- у првој фази, гласало се за домаћина финалног пакета;
- у другој фази, бирали су се стадиони домаћини четвртфинала;
- у трећој и четвртој фази бирали су се стадиони домаћини осмине финала. Избор је био заснован на регионалним зонама, које су одређене у августу 2014.
  - У трећој фази, из зона из којих нису изабрани стадиони у прве двије фазе, бирани се побједници;
  - у четвртој фази, бирани се побједници и домаћини преосталих утакмица.

Гласање је вршено помоћу тајних куглица, а гласање није било дозвољено члановима извршног комитета УЕФА који су повезани за државама кандидатима.
Церемонија на којој је објављено који су стадиони изабрани, одржана је 19. септембра 2014. у 13.00 часова по Средњоевропском љетњем времену, у Женеви, одмах након гласања које је одржано раније тог јутра.

### Сума
На дан 19. септембра 2014. изабрано је и објављено 13 градова домаћина:
- финале и полуфинале: Лондон (Енглеска)
- четвртфинале и групна фаза: Минхен (Њемачка), Баку (Азербејџан), Санкт Петербург (Русија), Рим (Италија)
- осмина финала и групна фаза: Копенхаген (Данска), Букурешт (Румунија), Амстердам (Холандија), Даблин (Република Ирска), Билбао (Шпанија), Будимпешта (Мађарска), Брисел (Белгија), Глазгов (Шкотска)

С обзиром на то да Минск, Софија, Скопље и Јерусалим нису испунили услове УЕФА и нису учествовали у гласању, Кардиф и Стокхолм су једини градови кандидати који нису изабрани.

### Прва фаза
У првој фази, изабран је град домаћин полуфинала и финала. Минхен је повукао кандидатуру прије почетка гласања и Лондон је изабран као једини кандидат.
| Град   | Гласови |
| ------ | ------- |
| Лондон |         |
| Минхен | п       |

### Друга фаза
У другој фази, изабрана су четири града домаћина утакмица четвртфинала, као и утакмица групне фазе. Сваки од изабраних градова био је домаћин по једне утакмице у четвртфиналу и по три утакмице у групној фази. Било је седам кандидата, са стадионима капацитета од најмање 60.000 мјеста. Сваки члан који је гласао давао је четири бода за први избор, три бода за други избор, два за трећи и један бод за четврти избор. Побиједила су четири стадиона са највећим бројем бодова.
| Град            | Бодови |
| --------------- | ------ |
| Минхен          | 38     |
| Баку            | 37     |
| Санкт Петербург | 29     |
| Рим             | 20     |
| Брисел          | 11     |
| Кардиф          | 3      |
| Будимпешта      | 2      |

### Трећа фаза
У трећој фази, изабрани су градови из географских зона, који нису изабрани у прве двије фазе, као домаћини по једне утакмице осмине финала и по три утакмице групне фазе. Шест географских зона су:
- Зона 1 (Сјеверозапад): Енглеска, Република Ирска, Шкотска, Велс
- Зона 2 (Скандинавија): Данска, Шведска
- Зона 3 (Исток): Азербејџан, Бјелорусија, Русија
- Зона 4 (Централно-источни дио): Бугарска, Сјеверна Македонија, Мађарска, Румунија
- Зона 5 (Централни дии): Белгија, Њемачка, Холандија
- Зона 6 (Јужни-медитерански дио): Италија, Израел, Шпанија

Прије гласања, стадиони у Бјелорусији (Минск), Бугарској (Софија), Сјеверној Македонији (Скопље) и Израелу (Јерусалим) су дисквалификовани јер нису испунили услове кандидатуре и нису учествовали у последње двије фазе.
Од шест зона, из зона 1 3, 5 и 6 већ су изабрани стадиони у прве двије фазе, тако да су у трећој фази учествовали градови из зона 2 и 4.
| Град       | Гласови |
| ---------- | ------- |
| Копенхаген | 13      |
| Стокхолм   | 3       |

| Град       | Гласови |
| ---------- | ------- |
| Букурешт   | 12      |
| Будимпешта | 3       |

### Четврта фаза
У четвртој фази, изабрано је последњих шест стадиона, од стадиона који су преостали, а за које је планирано да буду домаћини по једне утакмице осмине финала и по три утакмице групне фазе. Сваки члан који је гласао давао је шест бодова за први избор, пет за други избор, четири за трећи, три за четврти, два за пети и један бод за шести избор. Побиједили су шест стадиона са највећим бројем бодова.
| Град       | Бодови |
| ---------- | ------ |
| Амстердам  | 58     |
| Даблин     | 55     |
| Билбао     | 50     |
| Будимпешта | 48     |
| Брисел     | 43     |
| Глазгов    | 22     |
| Кардиф     | 21     |
| Стокхолм   | 18     |

## Изабрани стадиони
Првобитно је изабрано 13 стадиона, али извршни комитет УЕФА је 7. децембра 2017. одузео домаћинство Бриселу због кашњења на изградњи новог стадиона, који је предложен за домаћина. Три утакмице групне фазе и једна утакмица осмине финала које су требале да се играју у Бриселу, премјештене су у Лондон, због чега је Вембли стадион на којем је играно највише утакмица — укупно седам, јер је раније изабран за домаћина полуфинала и финала.
| Држава     | Град            | Стадион                 | Капацитет                                              | Утакмице                                                  | Претходно домаћин (напомене) |
| ---------- | --------------- | ----------------------- | ------------------------------------------------------ | --------------------------------------------------------- | ---------------------------- |
| Азербејџан | Баку            | Олимпијски стадион      | 68.700 (нови стадион)                                  | четвртфинале и групна фаза                                | —                            |
| Белгија    | Брисел          | Евростадион             | 50.000 (потенцијално 60.000)                           | осмина и групна фаза (касније отказано)                   | 1972, 2000                   |
| Данска     | Копенхаген      | Стадион Паркен          | 38.065                                                 | осмина и групна фаза                                      | —                            |
| Енглеска   | Лондон          | Вембли                  | 90.000                                                 | финале и полуфинале (осмина и групна фаза касније додате) | 1996                         |
| Њемачка    | Минхен          | Алијанц арена           | 67.812 (са планираним проширењем капацитета до 75.000) | четвртфинале и групна фаза                                | 1988                         |
| Мађарска   | Будимпешта      | Пушкаш арена            | 56.000 (предложени нови стадион капацитета 68.000)     | осмина и групна фаза                                      | —                            |
| Ирска      | Даблин          | Стадион Авива           | 51.700                                                 | осмина и групна фаза                                      | —                            |
| Италија    | Рим             | Стадион Олимпико        | 72.698                                                 | четвртфинале и групна фаза                                | 1968, 1980                   |
| Холандија  | Амстердам       | Јохан Кројф арена       | 54.990                                                 | осмина и групна фаза                                      | 2000                         |
| Румунија   | Букурешт        | Национални стадион      | 55.600                                                 | осмина и групна фаза                                      | —                            |
| Русија     | Санкт Петербург | Стадион Санкт Петербург | 69.500                                                 | четвртфинале и групна фаза                                | —                            |
| Шкотска    | Глазгов         | Хемпден парк            | 52.063                                                 | осмина и групна фаза                                      | —                            |
| Шпанија    | Билбао          | Сан Мамес               | 53.332                                                 | осмина и групна фаза                                      | 1964                         |